# José de Mesa
José de Mesa Figueroa (La Paz, 30 de marzo de 1925-Ib., 23 de julio de 2010) fue un arquitecto e historiador boliviano, investigador de la historia precolonial y virreinal de Bolivia. Fue, junto a Teresa Gisbert, autor y coautor de medio centenar de libros y 350 publicaciones especializadas.

## Biografía
Fue hijo de José Mesa Sánchez, español, y Teófila Figueroa Figueroa, orureña. Tuvo un hermano llamado Arnaldo.
Hizo la especialidad de historia de arte en España y Estados Unidos. Investigó sobre el arte virreinal en México, Colombia, Perú, Ecuador y Chile. Fue catedrático de la carrera de arquitectura de la Universidad Mayor San Andrés de La Paz entre 1954 y 1970 así como de la Universidad Católica Boliviana durante diez años, entre 1988 y 1998.

### Especialista en patrimonio e historia
Fue experto de UNESCO y OEA entre 1971 y 1979, en ese período realizó trabajos de restauración en Cuzco, Machu Pichu y Trujillo. En 1982 fue director del Instituto Boliviano de Cultura. También desempeñó el cargo de director de Museos Municipales de la Honorable Alcaldía Municipal de La Paz entre 1986 y 2001.
Participó de la restauración del Museo Nacional de Arte de Bolivia. 
Fue miembro de la Academia de Ciencias de Bolivia, de la Academia Boliviana de la Historia y correspondiente de la Academia de Historia del Perú y la Real Academia de San Fernando de Madrid.

### Vida personal
José de Mesa se casó con la también arquitecta especialista en arte e historia Teresa Gisbert en 1950, junto a ella llevaron a cabo un amplio trabajo de investigación en Los Andes, tuvieron 4 cuatro hijos junto a los cuales se desplazaban durante sus investigaciones.Sus hijos son Carlos, expresidente de Bolivia, Andrés, arquitecto, Isabel, escritora y Guiomar, artista.

## Premios y distinciones
- Cóndor de los Andes (1989)
- Premio Nacional de Cultura de Bolivia (1995)
- Premio a la Creatividad Humana : medalla Riva Agüero, de la Universidad Católica del Perú en 2005.

## Obras
- Historia de Bolivia (2012, ocho ediciones) en coautoría con Teresa Gisbert Carbonell, Carlos D. Mesa Gisbert son autores de:

Junto a su esposa Teresa Gisbert Carnobell son autores de:
- Holguín y la pintura virreinal en Bolivia (1956, dos ediciones).
- Manual de Historia de Bolivia (en colaboración, 1958, cuatro ediciones y una reimpresión).
- Historia de la pintura cuzqueña (1962, dos ediciones).
- José Joaquín de Mora (1965).
- Museos de Bolivia (1969, dos ediciones).
- Monumentos de Bolivia (1970, cuatro ediciones).
- Escultura Virreinal de Bolivia (1972).
- La cultura de la época del Mariscal Andrés de Santa Cruz (1976. dos ediciones).
- Arte iberoamericano desde la colonización hasta la independencia (colección Summa Artis, en colaboración, 1985, tres ediciones).
- Arquitectura andina (1985, dos ediciones).
- Potosí (1990)
- Sucre (1993)
- El maneirismo en los Andes (2005).

José de Mesa Figueroa también ha escrito:
- 100 años de arquitectura paceña 1870-1970 (en colaboración, 1989).
- La ciudad de La Paz, su historia, su cultura (en colaboración, 1989).
- Arquitectura contemporánea 1940-1990 (en colaboración, 1997).

## Legado
José de Mesa junto a Teresa Gisbert recopiló un acervo importante de documentos relacionados al arte e historia de Bolivia, la colección de al menos 40.000 piezas entre libros, fotografías y obras de arte, fue donada, tras la muerte de ambos, a la Fundación del Banco Central de Bolivia, la donación fue llevada a cabo por sus hijos en acto público en que se presentó la reedición del libro: Iconografía y mitos indígenas en el arte  por la BBB, y se conmemoraba un año de la muerte de Gisbert.